# Językoznawstwo
Językoznawstwo, inaczej lingwistyka (od łac. lingua „język”) – nauka badająca język pod kątem jego jednostek, struktury, funkcji i rozwoju. Język jako złożone, wieloaspektowe zjawisko społeczne można badać z różnych perspektyw i przy użyciu różnych podejść metodycznych.
Termin „lingwistyka”, o pochodzeniu łacińsko-romańskim, ma swoje rodzime odpowiedniki w językach słowiańskich (np. słow. jazykoveda; pol. językoznawstwo; ukr. мовознавство, mowoznawstwo). Powstały one w wyniku skalkowania terminu niemieckiego (Sprachwissenschaft).

## Językoznawstwo a filologia i gramatyka
Nauką o języku jest również filologia, która w odróżnieniu od lingwistyki, badającej język bez względu na jego medium, zajmuje się językiem pisanym, a w szczególności tekstami literackimi. Przedmiotem filologii jest nie tylko język, ale również tradycja literacka danego języka. Pojęcie filologii jako nauki o języku i literaturze pojawiło się w połowie XIX wieku. Starszy rodowód ma jednak termin „filologia klasyczna”, który obejmował nie tylko język i literaturę, ale ogólne dzieje, prawo, ekonomię, religię oraz filozofię Rzymian i Greków, czyli materialną i duchową kulturę tychże społeczeństw. Z jednej strony filologia ma szerszy zakres pojęciowy niż lingwistyka w tym sensie, że bada zarówno język, jak i literaturę danego narodu; z drugiej zaś jest pojęciowo węższa, gdyż w jej zakres nie wchodzi badanie przedpiśmiennego okresu rozwoju języka.
Gramatyka jako termin ma o wiele dłuższą tradycję niż lingwistyka i filologia. O ile filologia i lingwistyka ukształtowały się w epoce nowożytnej, to termin „gramatyka” pojawił się już w piśmiennictwie starogreckim. Grecki uczony Dionizjusz Trak (170–90 p.n.e.) był autorem opisu języka greckiego zatytułowanego Technē grammatikē (techne – rzemiosło, technika; gramma – litera, znak; grammatikos – piśmienny, wykształcony). Praca ta była pierwszą gramatyką europejską, która wyróżniła osiem części mowy. Stała się wzorem dla późniejszych gramatyk; przeniesiona na grunt rzymski, stała się wzorem dla gramatyk łacińskich, a za ich pośrednictwem – wpłynęła na teorie gramatyczne w krajach europejskich.

## Podział językoznawstwa
Językoznawstwo synchroniczne zajmuje się badaniem synchronii językowej. Synchronia to stan systemu językowego, jego jednostek i ich wzajemnych relacji w danym momencie. Pod pojęciem synchronicznego stanu języka rozumie się nie tylko jego współczesną postać, ale również jego stan w konkretnej historycznej epoce rozwoju. Potrzebę badania języka w ujęciu synchronicznym zaczęła priorytetyzować XX-wieczna teoria językoznawcza, pod którą podwaliny położył Ferdinand de Saussure, autor teorii strukturalno-systemowej. Koncepcje de Saussure’a o systemowym i funkcyjnym rozumieniu języka zostały rozwinięte przez Praskie Koło Lingwistyczne, założone w 1926 roku.
Lingwistyka diachroniczna zaś bada diachronię językową, czyli rozwój systemu językowego z perspektywy czasu. W jej obrębie można wyróżnić językoznawstwo historyczno-porównawcze, historię poszczególnych języków i etymologię. Termin „diachronia” pokrywa się w znacznym stopniu z pojęciem historii języka, które może być rozumiane w węższym lub szerszym sensie. W węższym ujęciu historia to okres rozwoju społeczeństwa i języka, który pozostawił po sobie świadectwa piśmienne. W tym kontekście okres rozwoju pozbawiony tradycji piśmienniczej określa się jako okres prehistoryczny. Zgodnie z tym rozumieniem diachronię można podzielić na historyczną i prehistoryczną.
Lingwistyka porównawcza, zajmująca się porównywaniem dwóch lub większej liczby języków, może przybierać charakter typologiczny (kategoryzuje języki w pewne typy) lub konfrontatywny (kontrastywny) (porównuje wszystkie aspekty języków). Badaniami porównawczymi w kontekście rozwoju spokrewnionych języków zajmuje się językoznawstwo historyczno-porównawcze. Całościowo językoznawstwo porównawcze (synchroniczne lub diachroniczne) określa się jako komparatystykę.
Jako że język stanowi fakt społeczny, miejsce języka w społeczeństwie, jego związek z kulturą i zależność od czynników historycznych są zainteresowaniami badawczymi wchodzącymi w obręb dalszych dyscyplin: socjolingwistyki, etnolingwistyki, geolingwistyki, dialektologii i lingwistyki arealnej. W ramach interdyscyplinarnego badania języków uformowały się: filozofia języka, psycholingwistyka, neurolingwistyka oraz lingwistyka inżynieryjna, która stanowi zastosowanie językoznawstwa. Do językoznawstwa stosowanego zalicza się również fonetykę eksperymentalną, teorię przekładu, teorię nauczania języków obcych, leksykografię, lingwistykę kliniczną, niekiedy również socjolingwistykę i psycholingwistykę. Ze względu na naturę metod badawczych można rozróżnić językoznawstwo kwalitatywne (systemowo-strukturalne), algebraiczne i kwantytatywne (statystyczne).
Badania językoznawcze można rozdzielić między dwoma podrozdziałami tej nauki – językoznawstwem szczegółowym (konkretnym) i językoznawstwem ogólnym. W odróżnieniu od językoznawstwa ogólnego, które zajmuje się cechami charakteryzującymi dowolny język, językoznawstwo szczegółowe bada określone języki bądź ich zbiory, języki bliskie genetycznie (grupy języków spokrewnionych) lub geograficznie (języki poszczególnych obszarów). Niekiedy zagadnienia w obrębie językoznawstwa ogólnego dzieli się na dwie grupy: językoznawstwo ogólne właściwe (w sensie węższym) i językoznawstwo teoretyczne. Językoznawstwo ogólne właściwe bada języki świata jako całość i może być rozumiane jako uogólnienie lingwistyk szczegółowych (fonetyka ogólna, gramatyka ogólna, typologia języków). Z kolei w skład językoznawstwa teoretycznego wchodzą tylko te kwestie lingwistyczne, które odnoszą się do fundamentalnych cech języka jako zjawiska społecznego w jego relacjach do innych aspektów rzeczywistości.
Ferdinand de Saussure czynił rozróżnienie między językoznawstwem wewnętrznym, badającym wewnętrzną strukturę języka, a językoznawstwem zewnętrznym, zajmującym się związkami języka z innymi dziedzinami wiedzy oraz aspektami społecznymi. Przedmiotem językoznawstwa zewnętrznego są zagadnienia na pograniczu nauki o języku i etnologii, język w kontekście jego związków z historią polityczną, różnymi instytucjami, kościołem, szkołą oraz problematyka rozmieszczenia geograficznego języków; także uwarunkowania indywidualne produkcji mowy i nauczanie języków. Można również odróżnić językoznawstwo teoretyczne, zajmujące się przede wszystkim budowaniem teorii języka, od językoznawstwa stosowanego, zajmującego się możliwościami oraz sposobami wykorzystania lingwistyki w różnych obszarach życia i innych dyscyplinach naukowych. Lingwistyka stosowana obejmuje chociażby badania nad efektywnością nauczania języków obcych, badania nad ulepszaniem technik przekładu maszynowego, badania w zakresie polityki językowej i kultury języka, tworzenie systemów pisma dla języków pozbawionych tradycji literackiej.

## Językoznawstwo w systemie nauk
Język, rozumiany jako umiejętność psychofizyczna, jest ściśle związany z życiem społecznym, kulturą i procesami myślowymi człowieka. Z tego względu językoznawstwo znajduje się w bliskim powiązaniu z innymi dziedzinami badającymi społeczeństwo, jego kulturę, ideologię oraz myślenie treściowe i formalne. Badanie dźwiękowych aspektów języka łączy lingwistykę z niektórymi naukami przyrodniczymi, w tym przede wszystkim z fizyką i fizjologią.
Socjologia, nauka zajmująca się badaniem społeczeństwa w najszerszym kontekście, wyodrębniła się jako samodzielna dyscyplina naukowa w drugiej połowie XIX wieku. Jej przedmiotem jest klasyfikacja oraz analiza różnorodnych grup i całostek społecznych, które łączą się na podstawie czynników takich jak bliskość geograficzna, współpraca ekonomiczna, związek językowy, wyznanie religijne i inne. Struktura społeczna, obejmująca zarówno najmniejsze jednostki, jakimi są rodziny, jak i większe organizmy społeczne, takie jak klasy społeczne, narody i państwa, nie jest obojętna dla zróżnicowania językowego, zwłaszcza w kontekście powstawania dialektów terytorialnych oraz socjolektów. Z kolei język pełni funkcję integrującą, służąc jako spoiwo narodowe, budujące tożsamość danego narodu i oddzielające go od innych. Z tego względu związek między socjologią a lingwistyką ma charakter obustronny – lingwistyka czerpie z ustaleń socjologii, a socjologia z dorobku językoznawstwa. W wyniku tej współpracy powstała dyscyplina zwana socjolingwistyką.
Etnografia jako nauka o kulturze materialnej i duchowej również jest powiązana z lingwistyką. W badaniach etnograficznych przywiązuje się wagę do sytuacji językowej, a monografie etnograficzne często zawierają szczegóły dotyczące języka (dialektu) danej grupy etnicznej. Język stanowi kluczowy element tożsamości etnicznej, dlatego badanie związków języka danej grupy z językami innych grup pozwala na identyfikację historycznych i kulturowych związków między ludami. Jednocześnie badaczowi języka potrzebna jest wiedza o grupie posługującej się danym językiem, o jej życiu materialnym i kulturowym. Współpraca między etnografią a lingwistyką jest szczególnie konieczna w dialektologii, przy badaniu dialektów regionalnych i analizie słownictwa odnoszącego się do lokalnych realiów. Z kooperacji językoznawstwa i etnografii uformowała się dyscyplina zwana etnolingwistyką, która zajmuje się przede wszystkim badaniem tzw. społeczeństw prymitywnych, żyjących w organizacji plemiennej. Godne uwagi w kontekście etnolingwistyki są Stany Zjednoczone (badanie plemion indiańskich) i w ZSSR (grupy etniczne mówiące m.in. językami uralskimi).
Wśród nauk artystycznych z językoznawstwem związane są literaturoznawstwo (w tym poetyka) i historia literatury. Teoria literatury i poetyka bazują na dorobku językoznawstwa, chociażby w obszarach takich jak fonetyka (kwestie rymu i rytmu w poezji), leksykologia i semantyka (metafora, metonimia), stylistyka i teoria tekstu. Z kolei literatura piękna wraz z literaturą fachową tworzą punkt wyjścia do badania rozwarstwienia i rozwoju zasobu leksykalnego języka oraz jego struktury gramatycznej. Teoria literatury i poetyka dają lingwistyce impulsy do analizy funkcji estetycznej języka.
Językoznawstwo jest związane również z nauką o znakach, czyli semiotyką (termin zaczerpnięty od amerykańskich filozofów, Peirce’a i Morrisa) lub semiologią (termin de Saussure’a). W życiu codziennym człowiek nie tylko posługuje się językiem jako najbogatszym systemem znaków, ale również kieruje się innymi zespołami znaków, np. symbolami. Językoznawstwo, poprzez semiotykę, łączy się również z cybernetyką (nauką o sterowaniu systemami) i teorią informacji, tj. nauką o informacjach, zwłaszcza o sposobach ich przekazu i transformacji. Po drugiej wojnie światowej cybernetyka stała się jednym z czynników, które doprowadziły do rewolucji naukowo-technicznej. Jej uniwersalność polega na tym, że zamiast szukać różnic między badanymi zjawiskami, koncentruje się na odkrywaniu relacji, które je łączą. Cybernetyka znalazła swoje miejsce w ogólnej teorii systemów i ustanowiła związek z językoznawstwem; jednym z głównych zadań lingwistyki jest bowiem analiza i opis systemów językowych.
Z nauk przyrodniczych blisko związanych z językoznawstwem największe znaczenie mają fizjologia i anatomia (przy badaniu wymowy, artykulacji głosek), z nauk fizycznych zwłaszcza akustyka (przy badaniu własności akustycznych głosek). W związku z tym fonetykę jako naukę o dźwiękowej płaszczyźnie mowy można podzielić na fonetykę organogenetyczną (fizjologiczną, artykulacyjną) i na fonetykę akustyczną.
Według Franciszka Gruczy w polu zainteresowań lingwistyki znajdują się trzy rodzaje obiektów: 1) konkretni ludzie działający jako mówcy i/lub słuchacze, 2) konkretne wypowiedzi przez nich artykułowane i/lub słyszane, 3) okoliczności konkretnych aktów mownych. Lingwistyka nie zajmuje się wypowiedziami jako samoistnymi obiektami fizycznymi, lecz tym, jak je mówcy-słuchacze tworzą, słyszą i rozumieją.

## Zróżnicowanie języków
Ważną częścią badań lingwistycznych jest dociekanie istoty różnic pomiędzy językami świata. Jest to szczególnie istotne dla zrozumienia ludzkich umiejętności językowych. Jeżeli zdolności językowe człowieka są ściśle ograniczone przez biologiczne właściwości gatunku ludzkiego, wówczas języki muszą być bardzo do siebie podobne. Jeżeli zdolności lingwistyczne człowieka są nieograniczone, wtedy języki mogą znacznie się od siebie różnić.
Istnieje wiele różnych sposobów na zinterpretowanie podobieństw pomiędzy językami. Na przykład: język łaciński używany przez Rzymian przekształcił się w hiszpański w Hiszpanii i włoski we Włoszech. Podobieństwa pomiędzy hiszpańskim i włoskim w wielu przypadkach wynikają ze wspólnego pochodzenia tych języków. A więc w zasadzie, jeżeli dwa języki mają pewną wspólną właściwość, to ta właściwość może istnieć dzięki pochodzeniu ze wspólnego prajęzyka lub pewnej właściwości ludzkich umiejętności językowych. Istnieje zawsze możliwość przypadkowego podobieństwa, zwłaszcza w zakresie leksyki, tak jak w przypadku hiszpańskiego słowa mucho i angielskiego much, które nie są ze sobą powiązane historycznie, chociaż dzielą to samo znaczenie i podobne brzmienie.
Często możliwość wspólnego dziedzictwa może być zasadniczo wykluczona. Biorąc pod uwagę fakt, że uczenie się języków przychodzi ludziom w miarę łatwo, można stwierdzić, że językami posługiwano się przynajmniej tak długo, jak istnieje współczesny człowiek, czyli około pięćdziesięciu tysięcy lat. Niezależne pomiary zmian językowych (na przykład porównywanie tekstów języka starożytnego do języków wywodzących się z niego i używanych współcześnie) sugerują, że zmiana przebiega w takim tempie, że nie można zrekonstruować języka, którym mówiono więcej niż 10 tys. lat temu. W konsekwencji cechy wspólne języków mówionych w różnych częściach świata nie są uznawane jako dowód na wspólne pochodzenie.
Co więcej, istnieją udokumentowane przypadki języków migowych rozwijających się w społecznościach ludzi upośledzonych słuchowo, którzy nie mogli mieć kontaktu z językiem mówionym. Okazało się, że języki migowe mają cechy języków mówionych, co umacnia hipotezę, że cechy te nie są zawdzięczane wspólnemu przodkowi, lecz ogólnym właściwościom sposobu przyswajania języka.
Zbiór przypuszczalnie wspólnych właściwości wszystkich języków określa się mianem gramatyki uniwersalnej. Uniwersalne właściwości języka mogą być częściowo przypisane uniwersalnym aspektom ludzkiego doświadczenia. Na przykład: wszyscy ludzie używają wody i fakt, że we wszystkich językach występuje termin określający wodę jest z pewnością z tym związany. Wyzwanie, które stawia gramatyka uniwersalna, wymaga poradzenia sobie z tym problemem. Doświadczenie jest częścią procesu, poprzez który jednostki uczą się języków. Jednakże doświadczenie samo w sobie nie jest wystarczające, ponieważ zwierzęta trzymane wśród ludzi uczą się języka ludzkiego w bardzo małym stopniu, lub wcale się go nie uczą.
Przypuszczalnie wszystkie języki świata rozróżniają rzeczowniki od czasowników – jest to generalnie przyjęta zasada. Mogłoby to wymagać bardziej wyszukanego wyjaśnienia, ponieważ rzeczowniki i czasowniki nie istnieją w świecie, lecz są tylko częścią języka.
Właściwości gramatyki uniwersalnej mogą być związane z ogólnymi właściwościami ludzkiego poznania lub z pewną właściwością ludzkiego poznania, która jest charakterystyczna dla danego języka. Potrzebna jest znacznie większa wiedza na temat ludzkiego poznania, by móc dokonać znaczącego rozróżnienia. W rezultacie w lingwistyce teoretycznej występują uogólnienia, ale lingwiści nie zajmują stanowiska, czy takie uogólnienie może mieć wpływ na inne aspekty poznania.

## Właściwości języka
Od czasów starożytnej Grecji utrzymuje się, że języki są zorganizowane wokół gramatycznych kategorii, takich jak rzeczownik czy czasownik, mianownik lub biernik, teraźniejszość czy przeszłość. Słownictwo i gramatyka języka są zorganizowane wokół tych elementarnych kategorii. Poza tworzeniem konkretnego użycia odrębnych kategorii, język ma ważną właściwość, organizuje elementy w struktury rekurencyjne. To pozwala, na przykład, wyrażeniu rzeczownikowemu zawrzeć inne wyrażenie rzeczownikowe (jak na przykład „usta szympansa”) lub zdaniu zawrzeć inne zdanie (na przykład „Myślę, że pada.”). Chociaż rekurencja w gramatyce została bezwzględnie rozpoznana dużo wcześniej (na przykład przez Jespersena), znaczenie tego aspektu języka zostało w pełni uświadomione po publikacji książki Syntactic Structures Noama Chomsky’ego w 1957 roku, która przedstawia formalną gramatykę fragmentu angielskiego. Przedtem najbardziej szczegółowe opisy systemów lingwistycznych były systemami fonologicznymi lub morfologicznymi, które były zamknięte i dopuszczały niewiele kreatywności.
Chomsky używał bezkontekstowej gramatyki, powiększając ją za pomocą przekształceń. Od tego czasu bezkontekstowa gramatyka opisuje konkretne fragmenty różnych języków, jednakże udowodniono, że ludzkie języki zawierają szeregowe zależności, którymi bezkontekstowa gramatyka nie może zajmować się dostatecznie. To wymaga zwiększonej umiejętności, na przykład przekształcania.
Ważną kwestią jest również to, że zdania rzeczownikowe przed zwrotami czasownikowymi są identyfikowane z czasownikami w zwrotach czasownikowych, w kolejności od lewej do prawej strony.

## Mowa versus pismo
Większość współczesnych lingwistów żywi przekonanie, że język mówiony jest bardziej fundamentalny. Przyjmują oni, że badanie mowy jest ważniejsze od badania języka pisanego. Przyczyny tego spojrzenia są następujące:
- język pisany to wtórna reprezentacja języka mówionego, niewypracowana w przypadku większości języków świata (większość z nich to jedynie środki komunikacji ustnej)[20];
- język mówiony jest uniwersalny i spontaniczny, język pisany zaś wymaga świadomej nauki[21] i znajduje się pod silniejszym wpływem gramatyki normatywnej[22];
- język mówiony, zwłaszcza swobodny[22], zawiera formy niestandardowe i jest zróżnicowany regionalnie, piśmiennictwo zaś reprezentuje formy standardowe i uniemożliwia wykrycie np. zróżnicowania dźwiękowego języka[20].

Językoznawcy zauważają wartość badań nad tekstem. W przypadku badań językoznawczych, do których stosuje się metody lingwistyki informatycznej i korpusowej, język pisany jest często o wiele bardziej wygodny przy przetwarzaniu dużej ilości danych. Trudno jest znaleźć albo stworzyć wielkie korpusy języka mówionego. Są one zazwyczaj sporządzane na piśmie. W dodatku lingwiści zwrócili się ku pisemnemu dyskursowi, który pojawia się w różnych rodzajach komunikacji za pośrednictwem komputerów, uznając go za realną dziedzinę badań językoznawczych.
Badania języka pisanego są w każdym wypadku uważane za dziedzinę językoznawstwa.

## Normatywność a opisowość
Współczesne językoznawstwo jest opisywane jako przedsięwzięcie deskryptywne (opisowe), stroniące od sądów preskryptywnych (normatywnych). Zgodnie z tym założeniem lingwiści koncentrują swoją działalność naukową na bezstronnej obserwacji języka i badaniu jego rzeczywistej natury. Ich zadaniem jest opisywanie zasad znanych rodzimym użytkownikom języka, na podstawie intuicji i praktyki językowej tych osób. Język stanowi bowiem zjawisko poznawcze, zakorzenione w ludzkim umyśle. Przedmiotem badań językoznawczych mogą być zarówno odmiany standardowe języków, jak i odmiany mniej prestiżowe lub regionalne. Naukowe rozumienie językoznawstwa kontrastuje zatem z popularnymi wyobrażeniami na temat tej dyscypliny, które nieściśle utożsamiają lingwistów z normatywistami (preskryptywistami; osobami zajmującymi się tzw. kulturą języka) bądź poliglotami.
Potocznie językoznawstwo bywa postrzegane jako dyscyplina poświęcona poprawności językowej lub utożsamiane z poradnictwem językowym. Koncepcje związane z poprawnością języka, choć powszechne wśród elit kulturalnych, uchodzą za umotywowane panującymi uwarunkowaniami społecznymi. Zasadniczo lingwistyka, jako deskryptywna dziedzina nauki, odżegnuje się od ingerencji w zachowania użytkowników języka i dyktowania zasad etykiety językowej.
W wielu krajach Europy próby regulacji językowej i przejawy preskryptywizmu zostały wyłączone z obszaru nauki o języku. Preskryptywizm funkcjonuje jednak w niektórych tradycjach lingwistyki, m.in. w krajach szeroko pojmowanej Europy Wschodniej. Również polska lingwistyka jest w stosunkowo dużym stopniu skupiona na krytyce językowej i popularyzacji kultury języka, czym odróżnia się np. od językoznawstwa brytyjskiego, odrzucającego preskryptywność. Rozstrzyganie kwestii poprawnościowych w języku ojczystym jest czasami zaliczane do praktycznych zastosowań językoznawstwa. Mówi się wręcz o dziale lingwistyki zwanym językoznawstwem normatywnym lub preskryptywnym.

## Historia językoznawstwa
Wczesne teksty indyjskich Wed wskazują na strukturę języków – język składa się ze zdań mających cztery stadia rozwojowe, które są wyrażone w trzech czasach (przeszłym, teraźniejszym i przyszłym). Zdania składają się z wyrazów, które mają dwie odrębne formy istnienia (formę wokalną – słowo, i formę wyobrażeniową – znaczenie). Wyrazy te są zazwyczaj czasownikami, które reprezentują czynności ze świata rzeczywistego, i rzeczownikami, które występują w siedmiu przypadkach (w zależności od sposobu uczestnictwa w czynnościach ze świata rzeczywistego).
Indyjski gramatyk Panini (około 520–460 p.n.e.) jest często uznawany za prekursora językoznawstwa. Jest znany jako autor dzieła gramatycznego pod tytułem Aṣṭādhyāyī, do dzisiaj używanego w nauce i analizie sanskrytu. Gramatyka Paniniego jest wysoko usystematyzowana i techniczna, wprowadziła pojęcia fonemu, morfemu i rdzenia (rozpoznane dopiero przez zachodnich językoznawców około dwóch tysięcy lat później). Reguły Paniniego opisują całość morfologii języka. Następstwem tego, że jego gramatyka skupia się na zwięzłości, jest jej nieintuicyjna struktura, przypominająca współczesny język maszynowy (jako przeciwieństwo zrozumiałych przez ludzi języków programowania). Zaawansowane logiczne zasady i techniki Paniniego miały duży wpływ zarówno na starożytne, jak również na współczesne językoznawstwo.
Bhartrihari (ok. 450–510) – kolejny ważny autor teorii indyjskiego językoznawstwa. Stworzył on teorię, według której akt mowy składa się z czterech etapów:
- pierwszy – konceptualizacja danej myśli,
- drugi – jej werbalizacja oraz sekwencjonowanie,
- trzeci – wygłoszenie wypowiedzi w przestrzeń, wszystko to wykonane przez mówcę,
- i czwarty – zrozumienie wypowiedzi przez słuchacza – osobę interpretującą.

Praca Paniniego oraz Bhartrihariego miała znaczący wpływ na wiele z podstawowych poglądów zaproponowanych przez wykładowcę sanskrytu, Ferdinanda de Saussure’a, który jest powszechnie uważany za ojca współczesnego językoznawstwa strukturalnego.
W 760 roku na Środkowym Wschodzie perski językoznawca Sibawajhi stworzył w swojej obszernej pracy pod tytułem Al-kitab fi al-nahw (‏الكتاب في النحو‎ – „Księga o gramatyce“) szczegółowy i profesjonalny opis arabskiego, ukazując wiele lingwistycznych aspektów języka. Sibawajh w swojej książce odróżnił fonetykę od fonologii.
Lingwistyka rozwija się na gruncie naukowym od XIX wieku, kiedy to była zdominowana przez badania historyczno-porównawcze. W pierwszych dekadach XX wieku wykształciła się lingwistyka synchroniczna (opisowa) i stopniowo wzrasta koncentracja na badaniu języka jako uniwersalnego narzędzia komunikacji i myślenia ludzkiego w oparciu o materiał zgromadzony w ramach badań różnych języków świata. Na przełomie XIX i XX wieku ukształtowały się zalążki innych dyscyplin językoznawczych. Powstało językoznawstwo ogólne jako dyscyplina integrująca, zajmująca się prawidłowościami wewnętrznej struktury i rozwoju języka. Pod wpływem teorii Ferdinanda de Saussure’a badania synchroniczne zostały odgraniczone od diachronicznych.
Do pierwszych zachodnich językoznawców zaliczają się Jakob Grimm, który w roku 1822 stworzył zasadę spółgłoskowych zmian w wymowie znaną jako prawo Grimma, Karl Verner, który ułożył prawo Vernera, August Schleicher, który stworzył „Stammbaumtheorie” oraz Johannes Schmidt, który w roku 1872 stworzył „Wellentheorie” („model falowy”). Ferdinand de Saussure jest twórcą współczesnej lingwistyki strukturalnej. Edward Sapir, lider w amerykańskiej lingwistyce strukturalnej, był jednym z pierwszych, którzy badali zależności pomiędzy nauką o języku a antropologią. Jego metodologia ma ogromny wpływ na jego wszystkich następców. Początkowo badania nad językiem odbywały się w ramach filologii, traktującej język przede wszystkim jako narzędzie literatury. Konsekwencją tego podejścia był preskryptywizm i traktowanie języka mówionego jako niedoskonałej wersji języka pisanego.
Od lat 60. XX wieku głównym modelem języka jest model formalny Noama Chomsky’ego, który rozwinął się pod kierunkiem jego nauczyciela, Zelliga Harrisa, będącego z kolei pod ogromnym wpływem Leonarda Bloomfielda. Chomsky pozostaje najbardziej wpływowym językoznawcą na świecie. Lingwiści zajmujący się head-driven phrase structure grammar (HPSG) czy gramatyką leksykalno-funkcyjną (LFG), podkreślają znaczenie formalizacji i formalnego rygoru w opisie lingwistycznym, i dystansują się nieco od ostatniej pracy Chomsky’ego (program „minimalistyczny” dla gramatyki transformacyjnej), przyłączając się bardziej do wcześniejszych jego prac. Lingwiści związani z teorią optymalności wskazują uogólnienia pod względem naruszalnych reguł, co jest większym odejściem od głównego nurtu językoznawstwa, a lingwiści zajmujący się różnymi rodzajami gramatyki funkcjonalnej i lingwistyki kognitywnej mają tendencję do podkreślania braku autonomii wiedzy lingwistycznej i braku uniwersalności struktur lingwistycznych, dlatego też znacznie odchodzą od paradygmatu Chomsky’ego.